# Rhodiola rosea
Rhodiola rosea, llamada comúnmente rodiola, es una planta de la familia Crassulaceae que crece en las regiones frías del hemisferio norte. Estas comprenden el litoral del Ártico y de los países adyacentes, así como el piso alpino de las montañas más elevadas, como el Himalaya, las Montañas Rocosas, los Alpes, Pirineos y Cárpatos.

## Características
Es una planta herbácea, vivaz —hemicriptófito— es decir, pierde la parte aérea en la temporada desfavorable. Alcanza hasta 30 cm de altura, generalmente alrededor de 20-30 cm. La raíz tiene forma de hueso y se vuelve más gruesa en la zona superior, donde desarrolla unos cortos rizomas, desde donde crecen los tallos, agrupados, cilíndricos, gruesos y erectos, no ramificados y rodeados por las hojas, que se disponen en espiral apretada a su alrededor. Estas son suculentas, de 0,7 a 3,5 cm de largo por 0,5 a 1,8 cm de ancho, mayores las que crecen en la zona alta del tallo. Su forma es variable, dependiendo de la ubicación geográfica, siendo las hojas de las poblaciones meridionales las más largas y estrechas, lineares-oblongas, y más cortas y anchas las de las plantas que crecen en el norte, donde son orbiculadas algo apicadas. Son glabras —sin vellosidad— y cerosas, con el margen entero o irregularmente dentado, con un color glauco —verde-azulado—.  Es una planta dioica, con pies macho y hembra separados, muy rara vez se encuentran pies con flores hermafroditas. Los pies masculinos son más vigorosos. Las flores aparecen de junio a agosto en inflorescencias cimosas compactas, terminales, por lo general tetrámeras, raras veces pentámeras. Las flores masculinas son de color amarillo o anaranjado, las femeninas de color púrpura o granate, casi negro. El fruto está formado por cuatro folículos rojos,  de 6 a 12 mm de longitud. Las semillas son pequeñas, de 1 a 1'5 mm, de color marrón, alargadas, con un extremo alado. Una vez han madurado los frutos, las hojas y tallos se vuelven de color rosáceo y se marchitan, quedando las yemas en los rizomas que serán las que renueven la planta en la siguiente primavera.
Si la planta es dañada emite un olor parecido al de la rosa.

## Distribución y hábitat
Crece en las repisas y grietas rocosas en montañas, en orillas turbosas de arroyos y en la tundra.
La planta se distribuye por el norte Europa y Asia, por el este de Norteamérica y por el piso alpino de sus montañas. Se puede encontrar en Groenlandia, Islandia, Escandinavia, en el norte de las islas británicas, Pirineos, Apeninos, Alpes y Cárpatos, en las Montañas Rocosas y en el Himalaya.

## Usos deRhodiola rosea

### Uso tradicional
R. rosea  ha sido utilizada por los pobladores de las zonas donde crece para mejorar el rendimiento físico, disminuir la fatiga, ayudar a soportar mejor las duras condiciones climáticas, el mal de altura. Como tratamiento se ha usado para combatir la depresión, la anemia, la impotencia y la infertilidad. 

En Noruega se ha utilizado para prevenir la pérdida de cabello, curar quemaduras, el escorbuto, la neumonía y como diurético (Dragland 2001). El mismo Linneo escribió en su obra Flora Svecica que era útil contra el dolor de cabeza. (Brown et al 2002). Fue incluida en la primera edición de la Swedish Pharmacopeia en 1755, pero existen evidencias de que los vikingos ya la usaban anteriormente para mejorar su resistencia. También se usaba para teñir la lana, y el gobierno noruego recomendó en 1762 plantarla en la turba de las techumbres como protección contra incendios (Sandberg & Göthberg 1998, Hanelt 2001, Alm 2004). Los inuit de Groenlandia y los esquimales de Norteamérica usan las hojas y los rizomas como alimento. También sirve como forraje, y sus brotes tempranos como sustituto del heno.

### Uso actual y evidencia de su eficacia
R rosea es una planta considerada como adaptógena. Se venden sus preparados como tratamiento alternativo para una variedad de trastornos y enfermedades: para mejorar el estado de ánimo y tratar la depresión, como antifatiga, antiestrés, antihipóxico, anticancerígeno, antioxidante, estimulante inmune y estimulante sexual. 
En la antigua Unión Soviética se empezó a estudiar desde el año 1965, allí se suministraba a los atletas y a los cosmonautas (Hedman 2000). En el año 1977 el profesor Israel Brekhman junto al médico cubano Raimundo Torres Díaz incorpora la Rhodiola Rosea y la Schizandra al  Inmunoterápico-Adaptógeno-Cubano llamado "RT-5" con muy buenos resultados en el campo oncológico y otras enfermedades inmunodeficientes.  Sin embargo, un metaestudio de Blomkvist et al (2009 a & 2009 b) evidenció que muy pocos de los trabajos analizados habían usado métodos estadísticos adecuados y en la mayoría no se había aplicado completamente el método descrito, y los autores concluyeron que su potencial efecto adaptogénico no está todavía suficientemente documentado. Los autores llegaron a requerir información adicional a los equipos que habían publicado estudios, (Blomkvist et al, 2009 b) sin obtener una aclaración satisfactoria (Larhammar, com pers, 21 1 2010).

Los efectos de Rhodiola rosea son aún poco conocidos, pero se atribuyen a la actividad de sus componentes sobre los neurotransmisores serotonina y dopamina, sobre hormonas como las beta-endorfinas,  y sobre sus receptores de membrana celular.

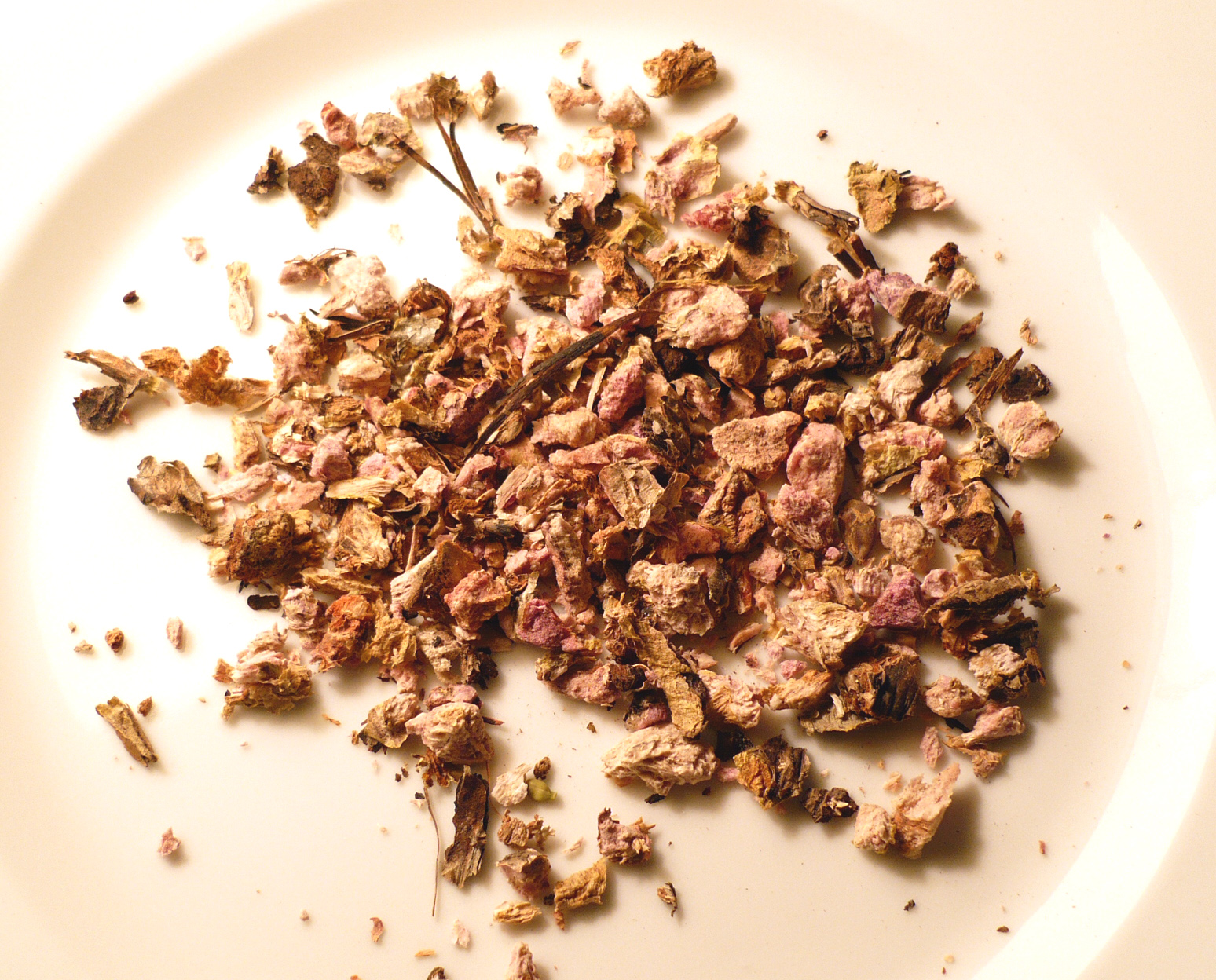
Rhodiola rosea, raíz desecada.

## Fitoquímica
Los compuestos químicos en R.rosea se dividen en seis grupos (Brown et al 2002):
- Fenilpropanoides: rosavina, colofonia, rosarina
- Derivados de feniletanol: salidrósido (rodiolósido), tirosol
- Flavonoides: rodiolina, rodionina, rodiosina, acetilrodalina, tricina
- Monoterpernos: rosiridol, rosaridina
- Triterpenos: daucosterol, beta-sitosterol
- Ácidos fenólicos: clorogénico e hidroxicinámico, ácidos gálicos.

Para fines medicinales, los compuestos interesantes son los de los grupos de derivados de feniletanol y los fenilpropanoides que se encuentran en el rizoma y la raíz.

## Taxonomía
Rhodiola rosea fue descrita por Carlos Linneo y publicado en Species Plantarum 2: 1035. 1753.
Variedades
Rhodiola rosea subsp. arctica (Boriss.) Á.Löve & D.Löve
Rhodiola rosea subsp. sachalinensis (Boriss.) S.B.Gontch.
Rhodiola rosea subsp. tachiroi (Franch. & Sav.) Jacobsen
Rhodiola rosea var. alpina Revuschkin 
Rhodiola rosea var. arctica (Boriss.) Jacobsen
Rhodiola rosea var. scopolii (A.Kern. ex Simonk.) Soó
Rhodiola rosea var. subalpina Revuschkin 
Sinonimia
Sedum rosea (L.) Scop.

Rhodiola arctica Boriss. 
Rhodiola elongata Fisch. & C.A.Mey.
Rhodiola hideoi Nakai 
Rhodiola iremelica Boriss.
Rhodiola maxima Nakai
Rhodiola minor Mill.
Rhodiola odora Salisb.
Rhodiola odorata Lam. nom. illeg.
Rhodiola roanensis Britton
Rhodiola sachaliensis Boriss. 
Rhodiola scopolii Simonk.
Rhodiola sibirica Sweet
Rhodiola tachiroei (Franch. & Sav.) Nakai
Sedum altaicum G.Don
Sedum dioicum Stokes nom. illeg.
Sedum elongatum (Fisch. & C.A.Mey.) Ledeb. nom. illeg.
Sedum rhodiola DC.
Sedum rhodiola Desf. nom. illeg.
Sedum rhodiola var. tachiroei Franch. & Sav.
Sedum roseum (L.) Scop.
Sedum rosea subsp. arcticum (Boriss.) Engelskjøn & H.J.Schweitzer
Sedum roseum var. roanense (Britt.) Berger
Sedum scopolii Simonk.
Tetradium odoratum Dulac nom. illeg.